# Gran Premio de los Países Bajos de Motociclismo
El Gran Premio de los Países Bajos de Motociclismo, normalmente llamado Gran Premio de Holanda (también conocido como TT Assen o Dutch TT —"TT" significa "Tourist Trophy"—), es una competición de Campeonato Mundial de Motociclismo que se celebra en los Países Bajos el último fin de semana de junio de cada año desde 1925. Desde esta fecha hasta 2015 se celebraba en sábado (era la única prueba del Campeonato del Mundo que se corría en ese día), pero por motivos económicos desde la edición de 2016 se celebra en domingo, como el resto de pruebas del Mundial.
Desde la edición de 1955 el Gran Premio de los Países Bajos se corre en el Circuito de Assen.

## Ganadores del Gran Premio de los Países Bajos de Motociclismo

### Ganadores múltiples (pilotos)
| # Victorias | Piloto            | Victorias | Victorias                                            |
| # Victorias | Piloto            | Categoría | Años ganador                                         |
| ----------- | ----------------- | --------- | ---------------------------------------------------- |
| 15          | Ángel Nieto       | 125cc     | 1971, 1972, 1977, 1979, 1980, 1981, 1982, 1983, 1984 |
| 15          | Ángel Nieto       | 50cc      | 1970, 1971, 1972, 1975, 1976, 1977                   |
| 14          | Giacomo Agostini  | 500cc     | 1968, 1969, 1970, 1971, 1972, 1974                   |
| 14          | Giacomo Agostini  | 350cc     | 1968, 1969, 1970, 1971, 1972, 1973, 1974, 1976       |
| 10          | Valentino Rossi   | MotoGP    | 2002, 2004, 2005, 2007, 2009, 2013, 2015, 2017       |
| 10          | Valentino Rossi   | 250cc     | 1998                                                 |
| 10          | Valentino Rossi   | 125cc     | 1997                                                 |
| 9           | Jim Redman        | 500cc     | 1966                                                 |
| 9           | Jim Redman        | 350cc     | 1962, 1963, 1964, 1965                               |
| 9           | Jim Redman        | 250cc     | 1962, 1963, 1964                                     |
| 9           | Jim Redman        | 125cc     | 1964                                                 |
| 9           | Mike Hailwood     | 500cc     | 1962, 1964, 1965, 1967                               |
| 9           | Mike Hailwood     | 350cc     | 1966, 1967                                           |
| 9           | Mike Hailwood     | 250cc     | 1961, 1966, 1967                                     |
| 7           | Carlo Ubbiali     | 250cc     | 1956, 1960                                           |
| 7           | Carlo Ubbiali     | 125cc     | 1955, 1956, 1958, 1959, 1960                         |
| 6           | John Surtees      | 500cc     | 1956, 1957, 1958, 1959                               |
| 6           | John Surtees      | 350cc     | 1958, 1960                                           |
| 6           | Marc Márquez      | MotoGP    | 2014, 2018, 2025                                     |
| 6           | Marc Márquez      | Moto2     | 2011, 2012                                           |
| 6           | Marc Márquez      | 125cc     | 2010                                                 |
| 5           | Geoff Duke        | 500cc     | 1951, 1953, 1954, 1955                               |
| 5           | Geoff Duke        | 350cc     | 1952                                                 |
| 5           | «Aspar» Martínez  | 125cc     | 1988                                                 |
| 5           | «Aspar» Martínez  | 80cc      | 1984, 1986, 1987, 1988                               |
| 5           | Mick Doohan       | 500cc     | 1994, 1995, 1996, 1997, 1998                         |
| 5           | Francesco Bagnaia | MotoGP    | 2022, 2023, 2024                                     |
| 5           | Francesco Bagnaia | Moto2     | 2018                                                 |
| 5           | Francesco Bagnaia | Moto3     | 2016                                                 |

### Ganadores múltiples (constructores)
| # Victorias | Constructor     | Victorias | Victorias                                                                                      |
| # Victorias | Constructor     | Categoría | Años Ganador                                                                                   |
| ----------- | --------------- | --------- | ---------------------------------------------------------------------------------------------- |
| 66          | Honda           | MotoGP    | 2002, 2003, 2012, 2014, 2016, 2018                                                             |
| 66          | Honda           | 500cc     | 1966, 1967, 1984, 1985, 1986, 1988, 1992, 1994, 1995, 1996, 1997, 1998, 1999, 2000             |
| 66          | Honda           | 350cc     | 1962, 1963, 1964, 1965, 1966, 1967                                                             |
| 66          | Honda           | 250cc     | 1961, 1962, 1963, 1964, 1966, 1967, 1985, 1987, 1989, 1993, 1996, 1999, 2000, 2009             |
| 66          | Honda           | Moto3     | 2012, 2014, 2017, 2018, 2019, 2021, 2023                                                       |
| 66          | Honda           | 125cc     | 1961, 1962, 1964, 1967, 1989, 1990, 1991, 1992, 1993, 1994, 1995, 1996, 1998, 1999, 2001, 2002 |
| 66          | Honda           | 50cc      | 1964, 1965, 1966                                                                               |
| 40          | Yamaha          | MotoGP    | 2004, 2005, 2007, 2009, 2010, 2011, 2013, 2015, 2017, 2019, 2021                               |
| 40          | Yamaha          | 500cc     | 1974, 1978, 1980, 1983, 1987, 1989, 2000                                                       |
| 40          | Yamaha          | 350cc     | 1974, 1975, 1976, 1977, 1980                                                                   |
| 40          | Yamaha          | 250cc     | 1965, 1968, 1970, 1971, 1972, 1973, 1978, 1980, 1983, 1984, 1986, 1988, 1990                   |
| 40          | Yamaha          | 125cc     | 1965, 1966, 1968, 1974                                                                         |
| 35          | MV Agusta       | 500cc     | 1956, 1957, 1958, 1959, 1960, 1961, 1962, 1964, 1965, 1968, 1969, 1970, 1971, 1972, 1973       |
| 35          | MV Agusta       | 350cc     | 1958, 1960, 1961, 1968, 1969, 1970, 1971, 1972, 1973                                           |
| 35          | MV Agusta       | 250cc     | 1955, 1956, 1958, 1959, 1960                                                                   |
| 35          | MV Agusta       | 125cc     | 1952, 1955, 1956, 1958, 1959, 1960                                                             |
| 20          | Aprilia         | 250cc     | 1991, 1992, 1994, 1995, 1997, 1998, 2001, 2002, 2003, 2004, 2005, 2006, 2007, 2008             |
| 20          | Aprilia         | 125cc     | 1997, 2003, 2007, 2008, 2009, 2011                                                             |
| 14          | Suzuki          | 500cc     | 1975, 1976, 1977, 1979, 1981, 1982, 1990, 1991, 1993                                           |
| 14          | Suzuki          | 125cc     | 1963, 1970                                                                                     |
| 14          | Suzuki          | 50cc      | 1962, 1963, 1967                                                                               |
| 14          | Derbi           | 125cc     | 1971, 1972, 1988, 2000, 2004, 2010                                                             |
| 14          | Derbi           | 80cc      | 1984, 1986, 1987, 1988                                                                         |
| 14          | Derbi           | 50cc      | 1969, 1970, 1971, 1972                                                                         |
| 11          | Ducati          | MotoGP    | 2008, 2022, 2023, 2024, 2025                                                                   |
| 11          | Ducati          | MotoE     | 2023, 2023, 2024, 2024, 2025, 2025                                                             |
| 10          | Kalex           | Moto2     | 2013, 2015, 2016, 2017, 2018, 2019, 2021, 2022, 2023, 2025                                     |
| 8           | Kawasaki        | 350cc     | 1978, 1979, 1981, 1982                                                                         |
| 8           | Kawasaki        | 250cc     | 1977, 1981, 1982                                                                               |
| 8           | Kawasaki        | 125cc     | 1969                                                                                           |
| 7           | Gilera          | 500cc     | 1949, 1950, 1952, 1953, 1954, 1855, 1963                                                       |
| 6           | Moto Guzzi      | 350cc     | 1953, 1954, 1955, 1956, 1957                                                                   |
| 6           | Moto Guzzi      | 250cc     | 1952                                                                                           |
| 6           | Kreidler        | 50cc      | 1973, 1974, 1975, 1979, 1980, 1982                                                             |
| 6           | KTM             | Moto3     | 2013, 2015, 2024, 2025                                                                         |
| 6           | KTM             | 125cc     | 2005, 2006                                                                                     |
| 5           | Mondial         | 250cc     | 1957                                                                                           |
| 5           | Mondial         | 125cc     | 1949, 1950, 1951, 1957                                                                         |
| 5           | Garelli         | 125cc     | 1982, 1983, 1984, 1986, 1987                                                                   |
| 4           | NSU             | 250cc     | 1953, 1954                                                                                     |
| 4           | NSU             | 125cc     | 1953, 1954                                                                                     |
| 4           | Bultaco         | 125cc     | 1977                                                                                           |
| 4           | Bultaco         | 50cc      | 1976, 1977, 1981                                                                               |
| 3           | Norton          | 500cc     | 1951                                                                                           |
| 3           | Norton          | 350cc     | 1952, 1959                                                                                     |
| 3           | Harley Davidson | 250cc     | 1974, 1975, 1976                                                                               |
| 3           | Minarelli       | 125cc     | 1979, 1980, 1981                                                                               |
| 3           | MBA             | 125cc     | 1978, 1985                                                                                     |
| 3           | MBA             | 50cc      | 1978                                                                                           |

### Por año
Nota: las ediciones que no formaron parte del Campeonato Mundial de Motociclismo tienen fondo rosa.
| Año  | Circuito | MotoE              | MotoE       | MotoE              | MotoE       | Moto3              | Moto3       | Moto2             | Moto2       | MotoGP            | MotoGP      |
| Año  | Circuito | Carrera 1          | Carrera 1   | Carrera 2          | Carrera 2   | Moto3              | Moto3       | Moto2             | Moto2       | MotoGP            | MotoGP      |
| Año  | Circuito | Piloto             | Constructor | Piloto             | Constructor | Piloto             | Constructor | Piloto            | Constructor | Piloto            | Constructor |
| ---- | -------- | ------------------ | ----------- | ------------------ | ----------- | ------------------ | ----------- | ----------------- | ----------- | ----------------- | ----------- |
| 2025 | Assen    | Andrea Mantovani   | Ducati      | Alessandro Zaccone | Ducati      | José Antonio Rueda | KTM         | Diogo Moreira     | Kalex       | Marc Márquez      | Ducati      |
| 2024 | Assen    | Héctor Garzó       | Ducati      | Alessandro Zaccone | Ducati      | Iván Ortolá        | KTM         | Ai Ogura          | Boscoscuro  | Francesco Bagnaia | Ducati      |
| 2023 | Assen    | Matteo Ferrari     | Ducati      | Matteo Ferrari     | Ducati      | Jaume Masiá        | Honda       | Jake Dixon        | Kalex       | Francesco Bagnaia | Ducati      |
| 2022 | Assen    | Dominique Aegerter | Energica    | Eric Granado       | Energica    | Ayumu Sasaki       | Husqvarna   | Augusto Fernández | Kalex       | Francesco Bagnaia | Ducati      |
| 2021 | Assen    | Eric Granado       | Energica    |                    |             | Dennis Foggia      | Honda       | Raúl Fernández    | Kalex       | Fabio Quartararo  | Yamaha      |

| Año  | Circuito | Moto3                           | Moto3                           | Moto2                           | Moto2                           | MotoGP                          | MotoGP                          |
| Año  | Circuito | Piloto                          | Constructor                     | Piloto                          | Constructor                     | Piloto                          | Constructor                     |
| ---- | -------- | ------------------------------- | ------------------------------- | ------------------------------- | ------------------------------- | ------------------------------- | ------------------------------- |
| 2020 | Assen    | Edición cancelada - Coronavirus | Edición cancelada - Coronavirus | Edición cancelada - Coronavirus | Edición cancelada - Coronavirus | Edición cancelada - Coronavirus | Edición cancelada - Coronavirus |
| 2019 | Assen    | Tony Arbolino                   | Honda                           | Augusto Fernández               | Kalex                           | Maverick Viñales                | Yamaha                          |
| 2018 | Assen    | Jorge Martín                    | Honda                           | Francesco Bagnaia               | Kalex                           | Marc Márquez                    | Honda                           |
| 2017 | Assen    | Arón Canet                      | Honda                           | Franco Morbidelli               | Kalex                           | Valentino Rossi                 | Yamaha                          |
| 2016 | Assen    | Francesco Bagnaia               | Mahindra                        | Takaaki Nakagami                | Kalex                           | Jack Miller                     | Honda                           |
| 2015 | Assen    | Miguel Oliveira                 | KTM                             | Johann Zarco                    | Kalex                           | Valentino Rossi                 | Yamaha                          |
| 2014 | Assen    | Álex Márquez                    | Honda                           | Anthony West                    | Speed Up                        | Marc Márquez                    | Honda                           |
| 2013 | Assen    | Luis Salom                      | KTM                             | Pol Espargaró                   | Kalex                           | Valentino Rossi                 | Yamaha                          |
| 2012 | Assen    | Maverick Viñales                | Honda                           | Marc Márquez                    | Suter                           | Casey Stoner                    | Honda                           |
| Año  | Circuito | 125cc                           | 125cc                           | Moto2                           | Moto2                           | MotoGP                          | MotoGP                          |
| Año  | Circuito | Piloto                          | Constructor                     | Piloto                          | Constructor                     | Piloto                          | Constructor                     |
| 2011 | Assen    | Maverick Viñales                | Aprilia                         | Marc Márquez                    | Suter                           | Ben Spies                       | Yamaha                          |
| 2010 | Assen    | Marc Márquez                    | Derbi                           | Andrea Iannone                  | Speed Up                        | Jorge Lorenzo                   | Yamaha                          |
| Año  | Circuito | 125cc                           | 125cc                           | 250cc                           | 250cc                           | MotoGP                          | MotoGP                          |
| Año  | Circuito | Piloto                          | Constructor                     | Piloto                          | Constructor                     | Piloto                          | Constructor                     |
| 2009 | Assen    | Sergio Gadea                    | Aprilia                         | Hiroshi Aoyama                  | Honda                           | Valentino Rossi                 | Yamaha                          |
| 2008 | Assen    | Gábor Talmácsi                  | Aprilia                         | Álvaro Bautista                 | Aprilia                         | Casey Stoner                    | Ducati                          |
| 2007 | Assen    | Mattia Pasini                   | Aprilia                         | Jorge Lorenzo                   | Aprilia                         | Valentino Rossi                 | Yamaha                          |
| 2006 | Assen    | Mika Kallio                     | KTM                             | Jorge Lorenzo                   | Aprilia                         | Nicky Hayden                    | Honda                           |
| 2005 | Assen    | Gábor Talmácsi                  | KTM                             | Sebastián Porto                 | Aprilia                         | Valentino Rossi                 | Yamaha                          |
| 2004 | Assen    | Jorge Lorenzo                   | Derbi                           | Sebastián Porto                 | Aprilia                         | Valentino Rossi                 | Yamaha                          |
| 2003 | Assen    | Steve Jenkner                   | Aprilia                         | Anthony West                    | Aprilia                         | Sete Gibernau                   | Honda                           |
| 2002 | Assen    | Daniel Pedrosa                  | Honda                           | Marco Melandri                  | Aprilia                         | Valentino Rossi                 | Honda                           |
| Año  | Circuito | 125cc                           | 125cc                           | 250cc                           | 250cc                           | 500cc                           | 500cc                           |
| Año  | Circuito | Piloto                          | Constructor                     | Piloto                          | Constructor                     | Piloto                          | Constructor                     |
| 2001 | Assen    | Toni Elías                      | Honda                           | Jeremy McWilliams               | Aprilia                         | Max Biaggi                      | Yamaha                          |
| 2000 | Assen    | Youichi Ui                      | Derbi                           | Tohru Ukawa                     | Honda                           | Alex Barros                     | Honda                           |
| 1999 | Assen    | Masao Azuma                     | Honda                           | Loris Capirossi                 | Honda                           | Tadayuki Okada                  | Honda                           |
| 1998 | Assen    | Marco Melandri                  | Honda                           | Valentino Rossi                 | Aprilia                         | Mick Doohan                     | Honda                           |
| 1997 | Assen    | Valentino Rossi                 | Aprilia                         | Tetsuya Harada                  | Aprilia                         | Mick Doohan                     | Honda                           |
| 1996 | Assen    | Emilio Alzamora                 | Honda                           | Ralf Waldmann                   | Honda                           | Mick Doohan                     | Honda                           |
| 1995 | Assen    | Dirk Raudies                    | Honda                           | Max Biaggi                      | Aprilia                         | Mick Doohan                     | Honda                           |
| 1994 | Assen    | Takeshi Tsujimura               | Honda                           | Max Biaggi                      | Aprilia                         | Mick Doohan                     | Honda                           |
| 1993 | Assen    | Dirk Raudies                    | Honda                           | Loris Capirossi                 | Honda                           | Kevin Schwantz                  | Suzuki                          |
| 1992 | Assen    | Ezio Gianola                    | Honda                           | Pierfrancesco Chili             | Aprilia                         | Àlex Crivillé                   | Honda                           |
| 1991 | Assen    | Ralf Waldmann                   | Honda                           | Pierfrancesco Chili             | Aprilia                         | Kevin Schwantz                  | Suzuki                          |
| 1990 | Assen    | Doriano Romboni                 | Honda                           | John Kocinski                   | Yamaha                          | Kevin Schwantz                  | Suzuki                          |

| Año  | Circuito | 80cc               | 80cc        | 125cc              | 125cc       | 250cc             | 250cc           | 350cc               | 350cc       | 500cc             | 500cc       |
| Año  | Circuito | Piloto             | Constructor | Piloto             | Constructor | Piloto            | Constructor     | Piloto              | Constructor | Piloto            | Constructor |
| ---- | -------- | ------------------ | ----------- | ------------------ | ----------- | ----------------- | --------------- | ------------------- | ----------- | ----------------- | ----------- |
| 1989 | Assen    | Peter Öttl         | Krauser     | Hans Spaan         | Honda       | Reinhold Roth     | Honda           |                     |             | Wayne Rainey      | Yamaha      |
| 1988 | Assen    | «Aspar» Martínez   | Derbi       | «Aspar» Martínez   | Derbi       | Juan Garriga      | Yamaha          |                     |             | Wayne Gardner     | Honda       |
| 1987 | Assen    | «Aspar» Martínez   | Derbi       | Fausto Gresini     | Garelli     | Anton Mang        | Honda           |                     |             | Eddie Lawson      | Yamaha      |
| 1986 | Assen    | «Aspar» Martínez   | Derbi       | Luca Cadalora      | Garelli     | Carlos Lavado     | Yamaha          |                     |             | Wayne Gardner     | Honda       |
| 1985 | Assen    | Gerd Kafka         | Casal       | Pier Paolo Bianchi | MBA         | Freddie Spencer   | Honda           |                     |             | Randy Mamola      | Honda       |
| 1984 | Assen    | «Aspar» Martínez   | Derbi       | Ángel Nieto        | Garelli     | Carlos Lavado     | Yamaha          |                     |             | Randy Mamola      | Honda       |
| Año  | Circuito | 50cc               | 50cc        | 125cc              | 125cc       | 250cc             | 250cc           | 350cc               | 350cc       | 500cc             | 500cc       |
| Año  | Circuito | Piloto             | Constructor | Piloto             | Constructor | Piloto            | Constructor     | Piloto              | Constructor | Piloto            | Constructor |
| 1983 | Assen    | Eugenio Lazzarini  | Garelli     | Ángel Nieto        | Garelli     | Carlos Lavado     | Yamaha          |                     |             | Kenny Roberts     | Yamaha      |
| 1982 | Assen    | Stefan Dörflinger  | Kreidler    | Ángel Nieto        | Garelli     | Anton Mang        | Kawasaki        | Jean-François Baldé | Kawasaki    | Franco Uncini     | Suzuki      |
| 1981 | Assen    | Ricardo Tormo      | Bultaco     | Ángel Nieto        | Minarelli   | Anton Mang        | Kawasaki        | Anton Mang          | Kawasaki    | Marco Lucchinelli | Suzuki      |
| 1980 | Assen    | Ricardo Tormo      | Kreidler    | Ángel Nieto        | Minarelli   | Carlos Lavado     | Yamaha          | Jon Ekerold         | Yamaha      | Jack Middelburg   | Yamaha      |
| 1979 | Assen    | Eugenio Lazzarini  | Kreidler    | Ángel Nieto        | Minarelli   | Graziano Rossi    | Morbidelli      | Gregg Hansford      | Kawasaki    | Virginio Ferrari  | Suzuki      |
| 1978 | Assen    | Eugenio Lazzarini  | MBA         | Eugenio Lazzarini  | MBA         | Kenny Roberts     | Yamaha          | Kork Ballington     | Kawasaki    | Johnny Cecotto    | Yamaha      |
| 1977 | Assen    | Ángel Nieto        | Bultaco     | Ángel Nieto        | Bultaco     | Mick Grant        | Kawasaki        | Kork Ballington     | Yamaha      | Wil Hartog        | Suzuki      |
| 1976 | Assen    | Ángel Nieto        | Bultaco     | Pier Paolo Bianchi | Morbidelli  | Walter Villa      | Harley Davidson | Giacomo Agostini    | Yamaha      | Barry Sheene      | Suzuki      |
| 1975 | Assen    | Ángel Nieto        | Kreidler    | Pier Paolo Bianchi | Morbidelli  | Walter Villa      | Harley Davidson | Dieter Braun        | Yamaha      | Barry Sheene      | Suzuki      |
| 1974 | Assen    | Herbert Rittberger | Kreidler    | Bruno Kneubühler   | Yamaha      | Walter Villa      | Harley Davidson | Giacomo Agostini    | Yamaha      | Giacomo Agostini  | Yamaha      |
| 1973 | Assen    | Bruno Kneubühler   | Kreidler    | Eugenio Lazzarini  | Maico       | Dieter Braun      | Yamaha          | Giacomo Agostini    | MV Agusta   | Phil Read         | MV Agusta   |
| 1972 | Assen    | Ángel Nieto        | Derbi       | Ángel Nieto        | Derbi       | Rodney Gould      | Yamaha          | Giacomo Agostini    | MV Agusta   | Giacomo Agostini  | MV Agusta   |
| 1971 | Assen    | Ángel Nieto        | Derbi       | Ángel Nieto        | Derbi       | Phil Read         | Yamaha          | Giacomo Agostini    | MV Agusta   | Giacomo Agostini  | MV Agusta   |
| 1970 | Assen    | Ángel Nieto        | Derbi       | Dieter Braun       | Suzuki      | Rodney Gould      | Yamaha          | Giacomo Agostini    | MV Agusta   | Giacomo Agostini  | MV Agusta   |
| 1969 | Assen    | Barry Smith        | Derbi       | Dave Simmonds      | Kawasaki    | Renzo Pasolini    | Benelli         | Giacomo Agostini    | MV Agusta   | Giacomo Agostini  | MV Agusta   |
| 1968 | Assen    | Paul Lodewijkx     | Jamathi     | Phil Read          | Yamaha      | Bill Ivy          | Yamaha          | Giacomo Agostini    | MV Agusta   | Giacomo Agostini  | MV Agusta   |
| 1967 | Assen    | Yoshimi Katayama   | Suzuki      | Phil Read          | Honda       | Mike Hailwood     | Honda           | Mike Hailwood       | Honda       | Mike Hailwood     | Honda       |
| 1966 | Assen    | Luigi Taveri       | Honda       | Bill Ivy           | Yamaha      | Mike Hailwood     | Honda           | Mike Hailwood       | Honda       | Jim Redman        | Honda       |
| 1965 | Assen    | Ralph Bryans       | Honda       | Mike Duff          | Yamaha      | Phil Read         | Yamaha          | Jim Redman          | Honda       | Mike Hailwood     | MV Agusta   |
| 1964 | Assen    | Ralph Bryans       | Honda       | Jim Redman         | Honda       | Jim Redman        | Honda           | Jim Redman          | Honda       | Mike Hailwood     | MV Agusta   |
| 1963 | Assen    | Ernst Degner       | Suzuki      | Hugh Anderson      | Suzuki      | Jim Redman        | Honda           | Jim Redman          | Honda       | John Hartle       | Gilera      |
| 1962 | Assen    | Ernst Degner       | Suzuki      | Luigi Taveri       | Honda       | Jim Redman        | Honda           | Jim Redman          | Honda       | Mike Hailwood     | MV Agusta   |
| 1961 | Assen    |                    |             | Tom Phillis        | Honda       | Mike Hailwood     | Honda           | Gary Hocking        | MV Agusta   | Gary Hocking      | MV Agusta   |
| 1960 | Assen    |                    |             | Carlo Ubbiali      | MV Agusta   | Carlo Ubbiali     | MV Agusta       | John Surtees        | MV Agusta   | Remo Venturi      | MV Agusta   |
| 1959 | Assen    |                    |             | Carlo Ubbiali      | MV Agusta   | Tarquinio Provini | MV Agusta       | Bob Brown           | Norton      | John Surtees      | MV Agusta   |
| 1958 | Assen    |                    |             | Carlo Ubbiali      | MV Agusta   | Tarquinio Provini | MV Agusta       | John Surtees        | MV Agusta   | John Surtees      | MV Agusta   |
| 1957 | Assen    |                    |             | Tarquinio Provini  | Mondial     | Tarquinio Provini | Mondial         | Keith Campbell      | Moto Guzzi  | John Surtees      | MV Agusta   |
| 1956 | Assen    |                    |             | Carlo Ubbiali      | MV Agusta   | Carlo Ubbiali     | MV Agusta       | Bill Lomas          | Moto Guzzi  | John Surtees      | MV Agusta   |
| 1955 | Assen    |                    |             | Carlo Ubbiali      | MV Agusta   | Luigi Taveri      | MV Agusta       | Ken Kavanagh        | Moto Guzzi  | Geoff Duke        | Gilera      |
| 1954 | Assen    |                    |             | Rupert Hollaus     | NSU         | Werner Haas       | NSU             | Fergus Anderson     | Moto Guzzi  | Geoff Duke        | Gilera      |
| 1953 | Assen    |                    |             | Werner Haas        | NSU         | Werner Haas       | NSU             | Enrico Lorenzetti   | Moto Guzzi  | Geoff Duke        | Gilera      |
| 1952 | Assen    |                    |             | Cecil Sandford     | MV Agusta   | Enrico Lorenzetti | Moto Guzzi      | Geoff Duke          | Norton      | Umberto Masetti   | Gilera      |
| 1951 | Assen    |                    |             | Gianni Leoni       | Mondial     |                   |                 | Bill Doran          | AJS         | Geoff Duke        | Norton      |
| 1950 | Assen    |                    |             | Bruno Ruffo        | Mondial     |                   |                 | Bob Foster          | Velocette   | Umberto Masetti   | Gilera      |
| 1949 | Assen    |                    |             | Nello Pagani       | Mondial     |                   |                 | Freddie Frith       | Velocette   | Nello Pagani      | Gilera      |